# Острова Кайман на летних Олимпийских играх 2000
Каймановы Острова принимали участие в Летних Олимпийских играх 2000 года в Сиднее (Австралия) в шестой раз за свою историю, но не завоевали ни одной медали. Сборную страны представляли 3 участника, из которых 2 женщины.